# ماكس بورغز جونيور
ماكس بورغز جونيور هو مهندس معماري ورسام كوبي، ولد في 24 يوليو 1918 في هافانا في كوبا، وتوفي في 18 يناير 2009 في فولز تشيرش في الولايات المتحدة.